# 大環新村
大環新村（英語：Tai Wan San Tsuen）是香港新界西貢將軍澳的一條已清拆的新村，原位於調景嶺以南、照鏡環山西北麓。

## 歷史
1958年，從事拆船業務的紹榮鋼鐵廠由葵涌醉酒灣遷往調景嶺，並計劃在調景嶺以南的沙灣建廠。紹榮出資在沙灣對上的山麓建村，以安置原棲身於沙灣一帶木屋的十數戶居民。大環新村最初建有每兩間一排共12間石屋。
1980年代末，連接油塘和紹榮鋼鐵廠的澳景路落成，為大環新村帶來交通便利。1996年，大環新村隨整個調景嶺木屋區一同被清拆。